# Vi veri veniversum vivus vici
Vi veri veniversum vivus vici (ook geschreven als Vi veri universum vivus vici) is een Latijns gezegde dat betekent: "Met de kracht van de waarheid heb ik levend het universum veroverd.".
Dit citaat wordt vaak toegekend aan Het tragische verhaal over het leven en de dood van dokter Faustus van Christopher Marlowe, waar het vermoedelijk verscheen als Vi veri ueniversum vivus vici, hoewel er geen direct citaat gevonden is. Merk op dat de v eerst de klinker u was, en het werd op dezelfde manier geschreven vooraleer de twee vormen zich van elkaar onderscheidden, en ook daarachter in vele gevallen, wanneer de u en de v beiden in hoofdletter als V werden geschreven; dus, Veniversum. Overigens wordt universum soms geciteerd met de vorm ueniversum (of Veniversum), wat vermoedelijk een combinatie is van universum en oeniversum. De V-geluiden worden correct uitgesproken als 'W' in de uitspraak van het Latijn. In het kerkelijk latijn behoudt men echter de Italiaanse v-klank. 
Aleister Crowley nam deze slagzin als zijn magick-motto als "Magister Templi".
Deze zin is populair geworden door de graphic novel V for Vendetta, waar het als reliëfgeschrift voorkomt op een gewelf in de schuilplaats van V, de "Shadow Gallery" (Schaduwengalerij), en deze zin komt ook voor op een spiegel in de filmversie, en weerom in de "Shadow Gallery" van V.